# Johan Wildeboer
Johan Wildeboer (14 augustus 1974) is een Nederlands boogschutter.
Wildeboer deed in 2010 op aanraden van een oud-boogschutter uit de kernploeg mee aan een beginnerscursus boogschieten. Hierbij behaalde hij zoveel punten, dat hij mocht komen kijken bij een internationale wedstrijd. Daarna mocht hij als stagiair meedraaien bij de kernploeg, waarbij hij zich wist op te werken tot volwaardig lid. Tijdens de Papendal-trials 2012 wist Wildeboer zich te kwalificeren voor de Paralympische Zomerspelen 2012 in Londen. Wildeboer komt uit in de klasse Recurve W2, de klasse voor boogschutters met een rolstoel, doordat hij op 28-jarige leeftijd door een motorongeluk een dwarslaesie opliep.
Wildeboer is in het dagelijkse leven IT-analist.

## Triviva
- Tijdens de museumnacht in Amsterdam heeft Wildeboer meegedaan aan het wereldrecord gloeilampschieten in het Olympisch Stadion.